# Антонівська сільська рада (Варвинський район)
Анто́нівська сільська́ ра́да — колишня адміністративно-територіальна одиниця та колишній орган місцевого самоврядування в Варвинському районі Чернігівської області. Адміністративний центр — село Антонівка. Припинила своє існування у зв'язку з Адміністративно-територіальною реформою 2020 року та входженням до складу Варвинської громади.

## Загальні відомості
- Територія ради: 56,858 км²
- Населення ради: 767 осіб (станом на 2001 рік)

Антонівська сільська рада створена у 1923 році. Нинішня сільрада стала однією з 14-ти сільських рад Варвинського району і одна з п'ятьох, яка складається з одного населеного пункту.

## Населені пункти
Сільській раді були підпорядковані населені пункти:
- с. Антонівка

## Господарство
На території сільської ради діє Антонівська ЗОШ I-III ст., Антонівський ясла-садок «Малятко». Також працює сільськогосподарське ТОВ «Антонівське», приватне підприємство «АНТ» та фермерське господарство «Бродок».

## Склад ради
Рада складалася з 12 депутатів та голови.
- Голова ради: Якименко Віталій Володимирович
- Секретар ради: Михайленко Віра Андріївна

### Керівний склад попередніх скликань
| Прізвище, ім'я, по батькові    | Основні відомості                                                                     | Дата обрання | Дата звільнення |
| ------------------------------ | ------------------------------------------------------------------------------------- | ------------ | --------------- |
| Токаренко Ганна Іванівна       | Сільський голова, 1953 року народження, освіта вища, член Української Народної Партії | 26.03.2006   | 31.10.2010      |
| Токаренко Ганна Іванівна       | Сільський голова, 1953 року народження, освіта вища, член Партії регіонів             | 31.10.2010   | 16.11.2012      |
| Якименко Віталій Володимирович | Сільський голова, 1989 року народження, освіта вища, член Партії регіонів             | 02.06.2013   |                 |

Примітка: таблиця складена за даними сайту Верховної Ради України

### Депутати
За результатами місцевих виборів 2010 року депутатами ради стали:

#### За суб'єктами висування
| Суб'єкт висування                                       | Кількість обраних депутатів | %    |
| ------------------------------------------------------- | --------------------------- | ---- |
| Партія регіонів                                         | 8                           | 66,7 |
| Комуністична партія України                             | 1                           | 8,3  |
| Політична партія Всеукраїнське об'єднання «Батьківщина» | 1                           | 8,3  |
| Політична партія «Сильна Україна»                       | 1                           | 8,3  |
| Політична партія «Українська платформа»                 | 1                           | 8,3  |

#### За округами
| № округу                                                | Прізвище, ім'я, по батькові     | Дата визнання обраним | Освіта  | Партійна приналежність                        | Відомості про обраного депутата                                      |
| ------------------------------------------------------- | ------------------------------- | --------------------- | ------- | --------------------------------------------- | -------------------------------------------------------------------- |
| Комуністична партія України                             |                                 |                       |         |                                               |                                                                      |
| 9                                                       | Пуштарик Іван Петрович          | 03.11.2010            | середня | позапартійний                                 | Антонівська загальноосвітня школа I-III ст., водій                   |
| Партія регіонів                                         |                                 |                       |         |                                               |                                                                      |
| 1                                                       | Зорка Анатолій Миколайович      | 03.11.2010            | середня | позапартійний                                 | тимчасово не працює                                                  |
| 2                                                       | Євтушенко Світлана Петрівна     | 03.11.2010            | середня | позапартійна                                  | тимчасово не працює                                                  |
| 3                                                       | Михайленко Валентина Юріївна    | 03.11.2010            | вища    | член Партії регіонів                          | Антонівська сільська рада, бухгалтер                                 |
| 5                                                       | Макієнко Анатолій Петрович      | 03.11.2010            | середня | позапартійний                                 | Варвинське лісництво Прилуцького лісгоспу, майстер лісу              |
| 6                                                       | Ярошенко Світлана Сергіївна     | 03.11.2010            | вища    | член Партії регіонів                          | Антонівський сільський будинок культури, директор                    |
| 8                                                       | Назим Ріта Федотівна            | 03.11.2010            | середня | член Партії регіонів                          | дошкільний навчальний заклад «Малятко», вихователь                   |
| 10                                                      | Михайленко Віра Андріївна       | 03.11.2010            | вища    | член Партії регіонів                          | Антонівська сільська рада, секретар                                  |
| 11                                                      | Якименко Оксана Юріївна         | 03.11.2010            | середня | позапартійна                                  | приватний підприємець                                                |
| Політична партія Всеукраїнське об'єднання «Батьківщина» |                                 |                       |         |                                               |                                                                      |
| 7                                                       | Мартиненко Яків Григорович      | 03.11.2010            | середня | член Всеукраїнського об'єднання «Батьківщина» | тимчасово не працює                                                  |
| Політична партія «Сильна Україна»                       |                                 |                       |         |                                               |                                                                      |
| 4                                                       | Євтушенко Василина Василівна    | 03.11.2010            | середня | член Політичної партії «Сильна Україна»       | тимчасово не працює                                                  |
| Політична партія «Українська платформа»                 |                                 |                       |         |                                               |                                                                      |
| 12                                                      | Михайленко Олександр Григорович | 03.11.2010            | вища    | член Політичної партії «Українська платформа» | Київський завод безалькогольних напоїв «Росинка», менеджер з продажу |

## Населення
Згідно з переписом УРСР 1989 року чисельність наявного населення сільської ради становила 1324 особи, з яких 541 чоловік та 783 жінки.
За переписом населення України 2001 року в сільській раді мешкало 746 осіб.

### Мова
Розподіл населення за рідною мовою за даними перепису 2001 року:
| Мова       | Відсоток |
| ---------- | -------- |
| українська | 97,39 %  |
| російська  | 2,48 %   |
| білоруська | 0,13 %   |